# نيكول ميخائيل
نيكول ميخائيل (بالإنجليزية: Nicole Michael)‏ (و. 1987  م) هي لاعبة كرة سلة أمريكية، ولدت في كوينز، مركز لعبها هو لاعبة هجوم صغيرة الجسم.